# Allenrok (àlbum)
Allenrok és el cinquè disc del duo espanyol de rumba/rock, Estopa. Produït per ells mateixos, és un homenatge a la seva ciutat, Cornellà de Llobregat, per això el títol és aquest nom a l'inrevés però substituint la lletra "C" per la "K".

## Llista de cançons
| Núm. | Títol                 | Durada |
| ---- | --------------------- | ------ |
| 1.   | «Cuando amanece»      | 3:18   |
| 2.   | «Cuerpo triste»       | 3:04   |
| 3.   | «Era»                 | 3:02   |
| 4.   | «Rumbaketumba»        | 3:08   |
| 5.   | «La matraka»          | 3:41   |
| 6.   | «Desempolvando»       | 3:58   |
| 7.   | «Descatalogando»      | 3:22   |
| 8.   | «Hemicraneal»         | 4:10   |
| 9.   | «Jugar al despiste»   | 2:32   |
| 10.  | «El run run»          | 3:38   |
| 11.  | «Vientos de tormenta» | 3:17   |
| 12.  | «Pesadilla»           | 2:51   |

## Posició en llistes
| Llistes (2008)       | Millor posició |
| -------------------- | -------------- |
| Espanya (PROMUSICAE) | 1              |

## Certificacions
| País    | Organisme certificador | Certificació | vendes certificades | Ref   |
| ------- | ---------------------- | ------------ | ------------------- | ----- |
| Espanya | PROMUSICAE             | 2x Platí     | 160.000             | [ 2 ] |